# Roquesérière
 Roquesérière  es una población y comuna francesa, en la región de Mediodía-Pirineos, departamento de Alto Garona, en el distrito de Toulouse y cantón de Montastruc-la-Conseillère.

## Demografía
| 307 | 294 | 326 | 495 | 555 | 615 |
| Para los censos de 1962 a 1999 la población legal corresponde a la población sin duplicidades (Fuente: INSEE [Consultar]) |     |     |     |     |     |